# Чемпионат мира по санному спорту 2023
51-й чемпионат мира по санному спорту проходил с 27 по 29 января 2023 года на санно-бобслейной трассе в «Оберхофе» в Германии.

## Общая информация
Оберхоф принимал уже свой 4-й чемпионат мира по санному спорту. Первый состоялся в далёком 1973 году, затем турниры проходили в 1985 и 2008 годах. 

## Медальный зачёт
(Жирным выделено самое большое количество медалей в своей категории; принимающая страна также выделена)
| Общее количество медалей | Общее количество медалей | Общее количество медалей | Общее количество медалей | Общее количество медалей | Общее количество медалей |
| Место                    | Страна                   | Золото                   | Серебро                  | Бронза                   | Всего                    |
| ------------------------ | ------------------------ | ------------------------ | ------------------------ | ------------------------ | ------------------------ |
| 1                        | Германия                 | 8                        | 5                        | 3                        | 16                       |
| 2                        | Австрия                  | 1                        | 4                        | 3                        | 8                        |
| 3                        | Италия                   | 0                        | 0                        | 2                        | 2                        |
| 4                        | Латвия                   | 0                        | 0                        | 1                        | 1                        |
| Всего                    | Всего                    | 9                        | 9                        | 9                        | 21                       |

## Медалисты
| Дисциплина                 | Золото                                                                   | Золото   | Серебро                                                               | Серебро  | Бронза                                                                       | Бронза   |
| -------------------------- | ------------------------------------------------------------------------ | -------- | --------------------------------------------------------------------- | -------- | ---------------------------------------------------------------------------- | -------- |
| Спринт (мужчины)           | Феликс Лох · Германия                                                    | 33,544   | Йонас Мюллер · Австрия                                                | 33,617   | Макс Лангенхан · Германия                                                    | 33,666   |
| Спринт (женщины)           | Даяна Айтбергер · Германия                                               | 26,204   | Юлия Таубиц · Германия                                                | 26,205   | Анна Беррейтер · Германия                                                    | 26,232   |
| Спринт (двойки, мужчины)   | Тони Эггерт · Саша Бенеккен · Германия                                   | 26,248   | Тобиас Вендль · Тобиас Арльт · Германия                               | 26,284   | Янник Мюллер · Армин Фраушер · Австрия                                       | 26,317   |
| Спринт (двойки, женщины)   | Джессика Дегенхардт · Шайенн Розенталь · Германия                        | 31,205   | Селина Эгле · Лара Кипп · Австрия                                     | 31,221   | Андреа Фёттер · Марион Оберхофер · Италия                                    | 31,228   |
| Одноместные сани (мужчины) | Йонас Мюллер · Австрия                                                   | 1:25,478 | Макс Лангенхан · Германия                                             | 1:25,582 | Давид Гляйршер · Австрия                                                     | 1:25,599 |
| Одноместные сани (женщины) | Анна Беррейтер · Германия                                                | 1:23,991 | Юлия Таубиц · Германия                                                | 1:24,049 | Даяна Айтбергер · Германия                                                   | 1:24,107 |
| Двухместные сани (мужчины) | Тони Эггерт · Саша Бенеккен · Германия                                   | 1:23,517 | Тобиас Вендль · Тобиас Арльт · Германия                               | 1:23,688 | Янник Мюллер · Армин Фраушер · Австрия                                       | 1:23,709 |
| Двухместные сани (женщины) | Джессика Дегенхардт · Шайенн Розенталь · Германия                        | 1:17,619 | Селина Эгле · Лара Кипп · Австрия                                     | 1:17,745 | Андреа Фёттер · Марион Оберхофер · Италия                                    | 1:17,806 |
| Смешанная эстафета         | Германия · Анна Беррейтер · Макс Лангенхан · Тони Эггерт · Саша Бенеккен | 2:22,266 | Австрия · Маделайн Эгле · Йонас Мюллер · Янник Мюллер · Армин Фраушер | 2:22,289 | Латвия · Кендия Апарйоде · Кристерс Апарйодс · Мартиньш Ботс · Робертс Плуме | 2:22,666 |